# 尼達尼布
尼達尼布（英語：Nintedanib）為一種新一代治療癌病及特發性肺纖維化的口服藥物，是一種三重血管激酶抑制劑，可同時針對抑制三個導致血管更生與腫瘤增長的主要受體，包括血管內皮生長因子受體(VEGFR)、血小板源性生長因子受體(PDGFR)與纖維母細胞生長因子受體 (FGFR)。

## 審批和使用
在腫瘤學範疇，「尼達尼布 」於 2014 年 11 月獲歐洲議會獲批准上市，可聯合歐洲紫杉醇 (docetaxel)應用於一線化療後，治療出現局部晚期、變種或局部復發的非小細胞肺癌(NSCLC)中的肺腺癌成年患者，是新一代抗癌標靶藥中具三重能力同時針對抑制三個主要癌細胞受體。「尼達尼布 」會以 Vargatef 的商名於歐盟成員國作抗癌藥物上市，而其他歐盟以外地區的上市申請正被多國的衛生部門審核中，相信很快會於其他國家及地區上市。
在治療特發性肺纖維化方面，「尼達尼布」可減慢特發性肺纖維化的惡化速度，其療效突破醫學界的傳統局限。
美國食物及藥品管理局(FDA)早前已頒布優先檢討與突破性治療(Breakthrough Thearpy)法審程序，以加快批核「尼達尼布」的申請，希望能儘快幫助有需要的患者。於 2014 年 10 月，美國食物及藥品管理局(FDA)批准「尼達尼布」用於治療特發性肺纖維化(idiopathic pulmonary fibrosis, IPF)。在歐洲，「尼達尼布」亦被歐洲藥物管理局確認獲得特快審批，並於 2015 年 1 月被批准於歐盟地區以 Ofev 的商品名作为治療特發性肺纖維化的藥物上市销售。

## 作用機制–治療癌病
血管更生是身體正常生長與發展中一個很重要的過程，於重要功能如胎兒發展、傷口痊合與運送血液往受破壞的組織時均不可或缺。然而，此功能亦助長腫瘤生長並擴散至其他的器官，當腫瘤生長擴大至某個體積後，便需要有新的微血管運送氧氣和養分來助其生長。
越來越多的科學證據顯示，有三種受體在形成和維持新血管(血管更生)功能中發揮重要的作用，故只要阻塞這些受體的運作，便可抑制血管更生和腫瘤的增長。
「尼達尼布 」運用抗血管更生策略，阻撓血管更生所需的訊息管道，以影響腫瘤的增長與擴散。故此，「尼達尼布 」有異於其他已被批准用作針對血管更生的療法。「尼達尼布 」的分子結構小，可針對性阻擾下列被認定與血管更生和腫瘤增長的三個受體:
- VEGF 結合並激活血管內皮生長因子受體（VEGFR），促進血管內皮細胞生長、分裂,並阻止血管細胞凋亡與遷移。[8]
- PDGF 結合並激活血小板源性生長因子受體（ PDGFR），控制細胞的遷移與結合，從而支撐與穩定血管管壁。[9]
- FGF 結合並激活纖維母細胞生長因子受體（FGFR ），發放訊息和促進細胞遷移與結合，因此對新生血管的發展與穩定功能擔當重要的角色。[10]

「尼達尼布 」可抑制 VEGFR 與 FGFR 受體，被認定對腫瘤內血管增長有一定的影響。再且，「尼達尼布 」抑制 FGFR 與 PDGFR 受體亦有可阻礙血管的成熟與維護等功能，從而抑制腫瘤生長與擴散。

## 作用機制–治療特發性肺纖維化
「尼達尼布」針對導致肺纖維化病理機制的生長因子受體，尤其是血小板衍生長因子受體(PDGFR)、 纖維母細胞生長因子受體(FGFR)與血管內皮生長因子受體(VEGFR)，透過阻隔促進纖維化過程的訊號傳遞以減緩肺部功能衰退，從而減慢特發性肺纖維化的惡化速度。

## 主要研究發展

### 治療肺癌的研究 LUME-Lung 1[15]

#### 研究簡介
LUME-Lung 1 為一個隨機、雙盲的第三期臨床研究，對患有局部性晚期/變種非小細胞肺癌並已經過第一線療法的患者，分組比較使用「尼達尼布 」搭配歐洲紫杉醇或接受安慰劑搭配歐洲紫杉醇患者組的療效。
LUNE-Lung 1 第三期臨床研究結果顯示，經過第一線化療的晚期肺腺癌患者接受「尼達尼布 」 搭配歐洲紫杉醇療法，整體平均存活期超過一年(12.6 個月)，而接受安慰劑搭配歐洲紫杉醇的患者平均只存活 10.3 個月。

#### 研究主要結果
- 「尼達尼布 」搭配歐洲紫杉醇的治療成效合乎研究的主要終點目標 (PFS:從治療後開始觀察直到病人疾病惡化的時間)，此治療被証實能顯著地延長非小細胞肺癌患者的無惡化存活期,由只接受歐洲紫杉醇患者組別的 2.7 月， 延長到 3.4 個月 (p=0.0019; HR: 0.79)。

- 使用「尼達尼布 」搭配歐洲紫杉醇的療法可使接受過第一線化療晚期肺腺癌者的平均整體存活期(Overall Survival) ，由只接受歐洲紫杉醇患者組別的 10.3個月，延長至 12.6 個月 (p=0.0359; HR: 0.83, CI 0.70-0.99)。

- 接受過第一線化療晚期肺腺癌患者，在使用「尼達尼布 」和歐洲紫杉醇療法後，有 25%的患者可存活 2 年以上，比只接受歐洲紫杉醇的患者存活率高。

此外, 數據證實若第一線化療藥物治療失效， 並越早改用搭配「尼達尼布 」治療，可為晚期肺腺肺癌患者提供更大的存活優勢。
- 接受第一線化療 9 個月內即出現惡化的晚期肺腺癌患者，用「尼達尼布 」搭配歐洲紫杉醇療法可將平均整體存活期，由只接受歐洲紫杉醇患者組別的 7.9 個月，延長至 10.9 個月 (p=0.0073; HR: 0.75, CI 0.60-0.92)。

- 接受第一線化療 9 個月內即出現惡化的嚴重肺腺癌患者，其病情通常極難控制，並在此研究中影響超過 60%的肺腺癌患者。

#### 耐受性
在 LUME-Lung 1 研究中，服用「尼達尼布 」的副作用仍處於可控制範圍內，該副作用亦不會損害患者的整體生活健康質素。將「尼達尼布 」加添歐洲紫杉醇的療法，比只用歐洲紫杉醇， 不會造成大幅停藥率。
此外，患者服用「尼達尼布 」搭配歐洲紫杉醇後，最常見的副作用包括腸胃不適與可逆轉的肝酵素上升問題，兩者均可透過輔助療法和/或減輕劑量得以改善。

### 治療特發性肺纖維化的研究 INPULSIS -1 及 2[16]

#### 研究簡介
INPULSIS -1 及 2 為兩個全球性第三期臨床研究，以評估「尼達尼布」於治療特發性肺纖維化 (idiopathic pulmonary fibrosis, IPF)的療效與安全性。 有關研究是從美歐亞澳四大洲中 24 個國家內招募 1,066 位患者，進行隨機、雙盲、安慰劑對照、平行組研究。
有關研究結果已於美國胸肺學會的國際會議中發表，並刊登在 2014 年 5 月份新英格蘭醫學期刊中。

#### 研究主要結果
對於大部份特發性肺纖維化患者，包括早期發病 (FVC>90% pred)經電腦掃描顯示肺部組織並無呈蜂窩狀及/或同時患肺氣腫的患者，每天服用「尼達尼布」膠囊可將患者的肺功能年均衰退率減慢約 50%，因而可延緩疾病惡化速度。
「尼達尼布」亦可減少 68%的急性惡化情況。此項結果至關重要，因為約一半因急性特發性肺纖維化惡化的患者會在住院期間死亡。

#### 耐受性
研究資料顯示，「尼達尼布」組別中最常見的副作用是腹瀉。所有組別中出現嚴重副作用的患者比率大致相同。

## 臨床潛力
「尼達尼布 」作為三重血管激酶抑制劑，能同時針對三種促進血管更生受體，包括VEGFR、PDGFR 與FGFR，有潛力提供重要臨床效益以治療廣泛類別的癌病及特發性肺纖維化。
「尼達尼布 」現被研究於醫治不同實質固態腫瘤的患者，研究包括第三期臨床研究有關晚期非小細胞肺癌、晚期大腸癌與卵巢癌，以及第二期臨床研究有關間皮癌、腎臟癌(腎細胞癌)與肝癌(肝細胞癌)。
現正進行針對廣泛多項適應症的大型第二期臨床研究計劃，與及針對非小細胞肺癌、 大腸癌與卵巢癌的第三期臨床研究計劃，相信可提供更多的臨床數據，進一步顯示及確定「尼達尼布 」於治療其他癌病的藥效與安全性。